# Летняя (приток Выга)
Летняя — река в России, протекает по территории Сосновецкого и Летнереченского сельских поселений Беломорского района Карелии. Длина реки — 55 км, площадь водосборного бассейна — 572 км².
Река берёт начало из озера Летнее на высоте 112,6 над уровнем моря.

## Бассейн

### Притоки
- 8,5 км от устья: Чёрная (лв)
- 18 км от устья: Кевятюшоя (лв)
- 24 км от устья: Онгемаоя (пр)
- 29 км от устья: река без названия (пр)

### Озёра
Протекает через озёра Шагозеро и Нижнее Летнее. Кроме того к бассейну Летней относятся также озёра Зимнее и Поелалампи.
Течёт преимущественно в юго-восточном направлении.
Река в общей сложности имеет 28 притоков суммарной длиной 64 км.
Впадает в реку Нижний Выг на высоте не ниже 47,2 и не выше 48,2 м над уровнем моря.

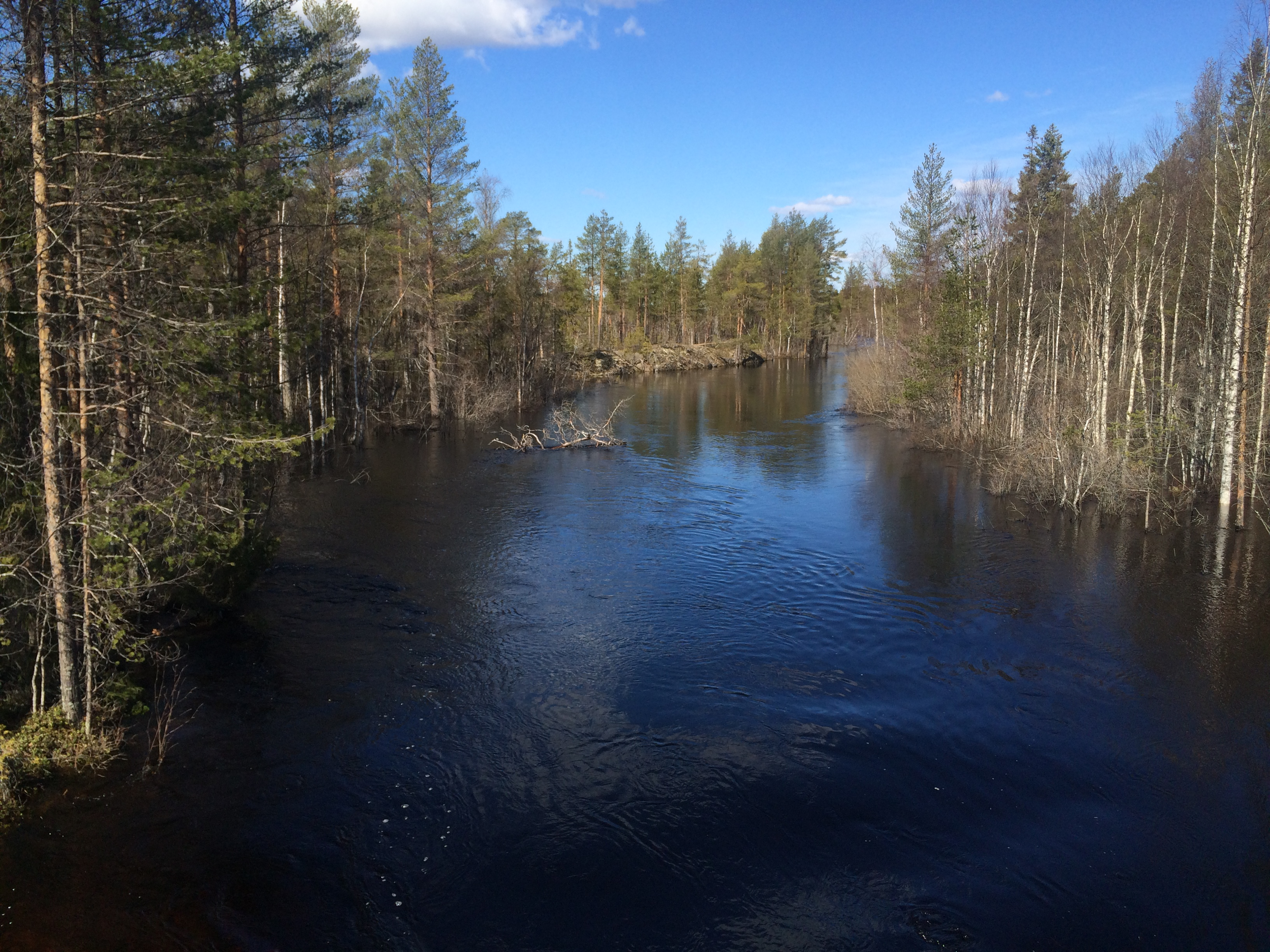
Вид против течения.

В среднем течении Летняя пересекает трассу Р21 («Кола»).
В нижнем течении на берегу реки расположены два населённых пункта: посёлки Летний-2 и Летнереченский.
Код объекта в государственном водном реестре — 02020001312102000006819.